# Skrivet mot kvällen
Skrivet mot kvällen är en prosalyrisk bok av Artur Lundkvist utgiven 1980.
Boken innehåller såväl prosadikter som mer berättande texter med självbiografiska minnen och reseintryck. Det rymmer även essäistiska inslag, bland annat presenteras den slovenske konstnären Jože Tisnikar. En av dennes målningar är också omslagsbild till boken.
På baksidestexten beskrev Lundkvist själv boken:
| ” | Skrivet mot kvällen är en titel som antyder att det är sent i mitt eget liv och kanske även sent på jorden i allmänhet. Mycket i boken är ett slags förberedande avskedstagande, prosaelegier inför solnedgången, som bör läsas som dikter trots sin prosodiska form. Andra stycken är mera berättande och återgår på upplevelser och reseintryck av olika slag: om man så vill fragment av en självbiografi eller punktnedslag i minnena. På samma gång har fantasins frihet bevarats och överskrider ofta den omedelbara fantasins gränser. | „ |

Liksom i flera tidigare verk strävade Lundkvist efter en genreöverskridande uttrycksform:
| ” | Vad jag främst eftersträvar är en växling eller samverkan mellan diktformens uppladdning och berättandets eller essäistikens fylligare föredrag. Det tillmötesgår mina nuvarande krav på komprimering och rörelsefrihet som tillsammans ska medge en prosans poesi. Det innebär samtidigt en komposition utan konventionell genrebegränsning där helheten växer fram ur sammansättningen. | „ |

Skrivet mot kvällen bildar tillsammans med Sett i det strömmande vattnet (1978) och Sinnebilder (1982) en prosalyrisk trilogi.